# مبادئ سانتياغو
صُممت مبادئ سانتياغو Santiago Principles أو صناديق الثروة السيادية رسميًا: المبادئ والممارسات المقبولة عمومًا ( GAPP ) كمجموعة عالمية مشتركة من 24 إرشاد طوعي تحدد أفضل الممارسات لعمليات صناديق الثروة السيادية (SWFs). وهي نتيجة لاهتمام المستثمرين والمنظمين بوضع مبادئ إدارة تعالج عدم كفاية الشفافية والاستقلالية والحوكمة في الصناعة. إنها مبادئ توجيهية تتبعها إدارة صناديق الثروة السيادية للحفاظ على نظام مالي عالمي مستقر، وضوابط مناسبة حول المخاطر، والتنظيم وهيكل حوكمة سليم. منذ عام 2016 وقع 30 صندوقًا رسميًا على المبادئ وانضمت إلى IFSWF تمثل مجتمعة 80٪ من الأصول التي تديرها الصناديق السيادية على مستوى العالم أو 5.5 تريليون دولار أمريكي.

## نظرة تاريخية
في عام 2008 كان هناك قلق متزايد من قبل المستثمرين والمنظمين بشأن صناديق الثروة السيادية، جزئيًا بشأن رؤيتها ومسؤوليتها وهيكل الحوكمة. لمعالجة هذه المخاوف، تم بذل جهد مشترك بين صندوق النقد الدولي  و"مجموعة العمل الدولية لصناديق الثروة السيادية" (IWG-SWF) والتي مثلت جمع 14 صندوق رئيسي بما في ذلك بعضًا من أكبرها، مثل جي آي سي برايفت ليمتد وجهاز أبوظبي للاستثمار.
قام مجموعة العمل الدولية لصناديق الثروة السيادية بعد ذلك بصياغة 24 من مبادئ سانتياغو لوضع معايير دولية مشتركة فيما يتعلق بالشفافية والاستقلالية والحوكمة التي قد تتبعها صناديق الثروة السيادية. وقد تم الإعلان عنها بعد تقديمها إلى اللجنة المالية النقدية الدولية التابعة لصندوق النقد الدولي في 11 أكتوبر 2008.
ثم تم استبدال مجموعة العمل بهيئة دائمة في 6 أبريل 2009، "المنتدى الدولي لصناديق الثروة السيادية" للحفاظ على المعايير الجديدة وتعزيزها في المستقبل وتشجيع صناديق الثروة السيادية الأخرى على الاشتراك.

## الملخص
وفقًا للمنتدى الدولي لصناديق الثروة السيادية، كان إنشاء مبادئ سانتياغو مدفوعًا بالأهداف التالية لصناديق الثروة السيادية:
- للمساعدة في الحفاظ على نظام مالي عالمي مستقر وتدفق حر لرأس المال والاستثمار
- للامتثال لجميع المتطلبات التنظيمية والإفصاح المعمول بها في البلدان التي يستثمرون فيها
- للتأكد من أن صناديق الثروة السيادية تستثمر على أساس المخاطر الاقتصادية والمالية والاعتبارات المتعلقة بالعائد
- للتأكد من أن صناديق الثروة السيادية لديها هيكل حوكمة شفاف وسليم يوفر ضوابط تشغيلية كافية وإدارة المخاطر والمساءلة

## المبادئ ال24
تنص مبادئ سانتياغو على أن صناديق الثروة السيادية تحتاج إلى ما يلي:
1. إطار قانوني سليم،
2. مهمة واضحة المعالم،
3. تنسيق الأنشطة المحلية مع السلطات المالية والنقدية
4. قواعد محددة بوضوح للتراجع
5. الشفافية للمالك
6. تقسيم واضح للأدوار
7. هيئات الإدارة المعينة بطريقة محددة سلفا،
8. الهيئات الحاكمة التي تعمل في مصلحة الصندوق
9. استقلال
10. التعريف الرسمي للمساءلة
11. التقارير السنوية
12. مدققون مستقلون
13. الأخلاق والمهنية
14. الاستعانة بمصادر خارجية على أساس القواعد
15. القدرة على الالتزام بقواعد الدول الأجنبية
16. الاستقلال التشغيلي عن المالك
17. الشفافية العامة
18. سياسات استثمار واضحة
19. التوجه التجاري
20. القيود المفروضة على استخدام المعلومات السرية
21. سياسات حقوق المساهمين
22. إدارة فعالة للمخاطر
23. الإبلاغ السليم عن الأداء
24. مراجعات منتظمة لضمان امتثالها لمبادئ سانتياغو المذكورة أعلاه

## أنظر أيضا
- المعيار الدولي
- تنظيم المعايير

## الروابط الخارجية
- مبادئ سانتياغو كما نشرها اليوم IFSWF
- مبادئ سانتياغو كما تم نشرها في الأصل من قبل IWG-SWF
- المنتدى الدولي لصناديق الثروة السيادية الهيئة الرسمية لصناديق الثروة السيادية